# Libertad (Buenos Aires)

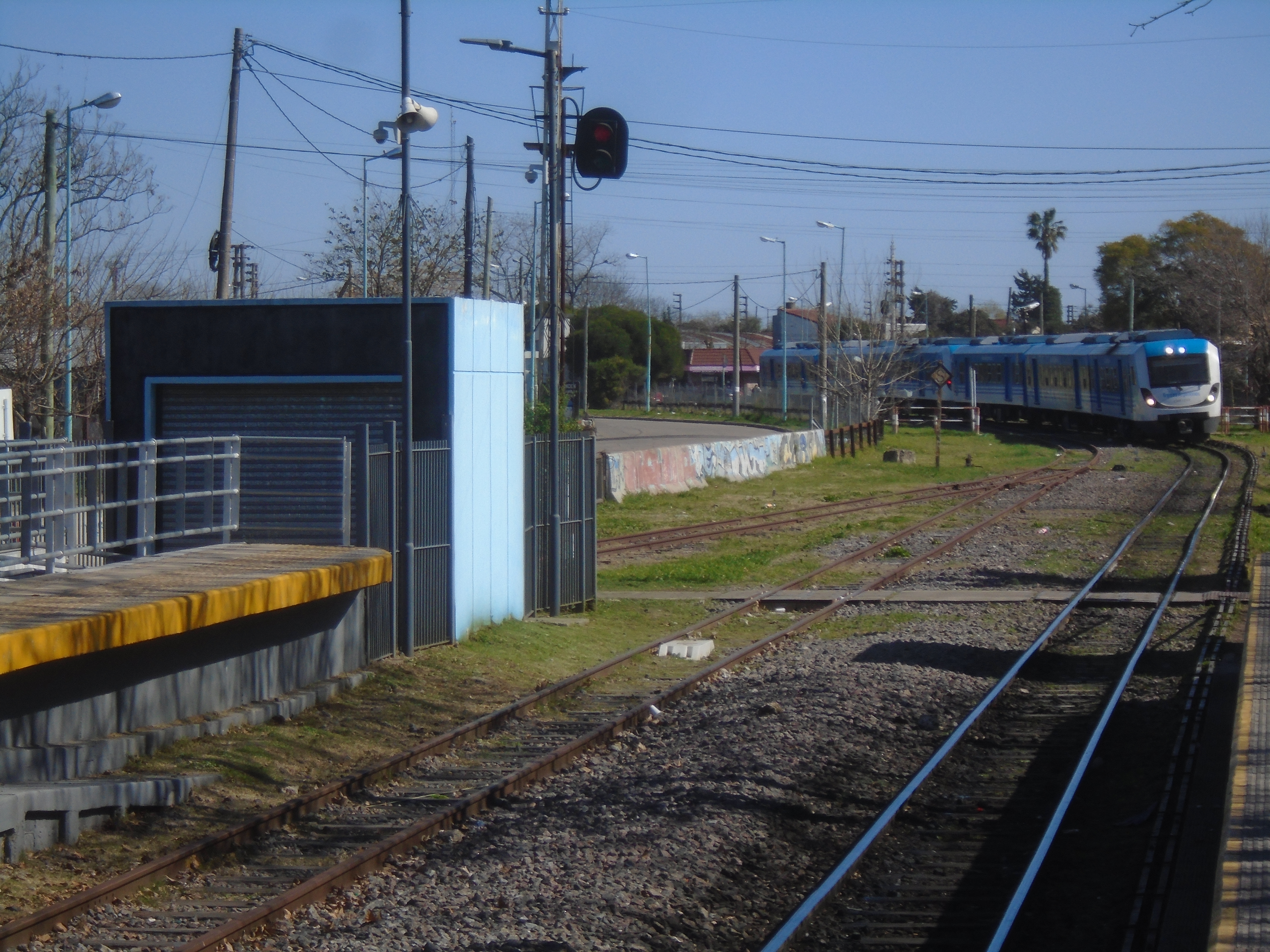
Tren de la Línea Belgrano Sur llegando a estación Libertad.

Libertad es una localidad argentina ubicada en el oeste del Gran Buenos Aires, perteneciente al partido de Merlo en la provincia de Buenos Aires. Se encuentra a 21 km hacia el oeste del acceso más cercano a la Ciudad Autónoma de Buenos Aires y a 39 km del centro de la misma.

## Geografía

### Ubicación
Limita al sur con el partido de La Matanza, al este con el Ituzaingó y Morón, al norte con las localidades de San Antonio de Padua y Merlo, al oeste con las localidades de Pontevedra y Parque San Martín. Estas tres últimas ciudades, también comprendidas dentro del partido de Merlo.
El centro de la ciudad se ubica en las cercanías de la plaza central, ubicada entre las calles V. Mercante, Estrada, Zapiola, y Av. Eva Perón.
En sus cercanías, se encuentra su centro comercial, la iglesia San José, dos escuelas de educación media y superior.
Muy cerca se encuentra la estación de ferrocarril de la Línea Belgrano Sur, otrora Ferrocarril Midland.
Actualmente el servicio es prestado por la empresa estatal Trenes Argentinos Operaciones.

## Historia
La ciudad de Libertad se originó casi espontáneamente, y si bien no tiene una fecha de fundación se establece como tal al año 1870, cuando ya se habían establecido en la zona una serie de familias en torno a una posta con una pulpería llamada La Libertad. Existen dos teorías con respecto al origen del mismo:  una referida al hecho de que Libertad se llamaba una de las hijas del dueño, Juan Carniglia y por ello el nombre de la posta. Sin embargo otra teoría afirma que ese nombre se lo habían dado popularmente debido a que en ese sitio se podían desarrollar con libertad ciertas prácticas que estaban prohibidas en el resto de la provincia, como la riña de gallos y el juego ilegal. 
Más allá de las discusiones acerca del origen del nombre, sabemos que este paraje servía como punto de descanso a los viajeros que circulaban atravesando la pampa de uno a otro sitio. Sin embargo, se establece como fecha de fundación al 23 de febrero de 1893 cuando se cancela la deuda otorgada por José Canepa a Juan Carniglia por la venta de la propiedad y el almacén de la esquina Libertad.
Para las dos últimas décadas del siglo XIX habitaban la zona solo unas pocas familias dedicadas a las actividades agrícolas, la mayoría de ellos inmigrantes europeos. Solamente dos hechos se destacan antes del vertiginoso crecimiento que tuviera el pueblo a fines de siglo: uno de ellos es la instalación del cementerio en el año 1871 como consecuencia de la epidemia de fiebre amarilla que había afectado a una parte importante de la población. El otro tiene que ver con la instalación de la escuela N.º 6 en el año 1904. La escuela había sido fundada en 1889 en una finca de la calle Vergara al 161 en la ciudad de Merlo, y en 1904 se traslada al pueblo de Libertad en la actual quinta "El Socorro" en la intersección de las calles Treinta y Tres y Juan B. Justo, siendo la primera escuela rural del partido de Merlo por ubicarse en un paraje rural. En 1931 la escuela comienza a funcionar en su actual dirección de Víctor Mercante al 150 de la ciudad de Libertad y lleva el mismo nombre (Víctor Mercante) en honor al pedagogo nacido en Merlo.
Pero sin duda, el acontecimiento más importante, trascendente y transformador va a ser la instalación del ferrocarril hacia las primeras décadas del siglo XX, cuando los primeros ingenieros ingleses comienzan las obras para el trazado del ferrocarril Midland Railway Co. Esto dio origen a un conjunto de cambios en la zona que se van a manifestar de diferentes formas desde el crecimiento de la población, los loteos y la urbanización incipiente, la llegada de nuevos pobladores y el crecimiento general del lugar. A eso debemos sumarle la instalación posterior de los talleres ferroviarios en torno a la estación. Esto fue sin duda, una fuente de trabajo que hizo que muchas de las familias encuentren allí su principal medio de subsistencia.
Paralelamente a este proceso se da otro vinculado a la venta de lotes, especialmente los del centro pertenecientes a la Sra. Doña Georgette Salier de Hillner, que había mandado a construir tres casonas de estilo normando en el corazón del pueblo. El pueblo crece de a poco, su gente también; así se va originando un pueblo que poco tiene que ver con aquel pequeño paraje que rodeaba a la pulpería y comienza a expandirse hacia lo que hoy es el centro de la ciudad, deja de ser una aldea para transformarse en un pueblo ferroviario.
El Día 29 de octubre de 1979 se funda el Rotary Club de Libertad cuyo primer presidente fue Gabriel Riera. Sus socios trabajaron la donación de equipamiento para la sala de neonatología del Hospital Materno Infantil de Pontevedra, apoyó a los comedores barriales, y fomenta la participación deportiva de los jóvenes. Hoy se encuentra abocado al apoyo de niños en edad escolar.

## Cementerio municipal Santa Isabel

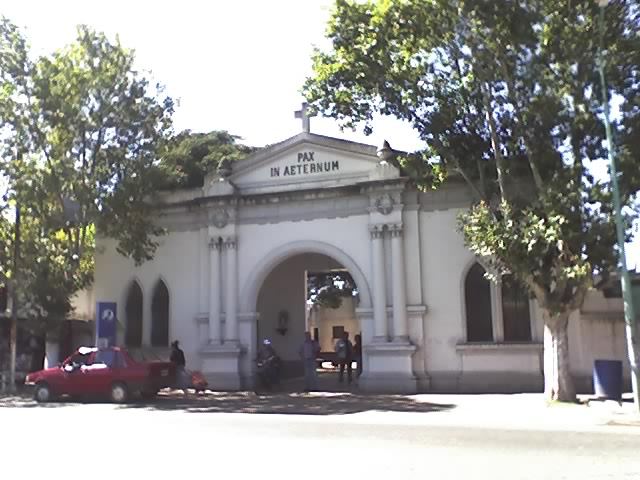
Cementerio Santa Isabel. En el frontispicio dice "Paz Eterna", en latín

El cementerio fue construido en el año 1871 como consecuencia de la epidemia de fiebre amarilla que se desató sobre Buenos Aires y la campaña bonaerense.
Al refundarse el pueblo de Merlo en 1859 doña Manuela Calderón de Pearson (madre de Juan Dillón, primer juez de paz y administrador de la Estancia Pearson) dona las tierras para la creación de un cementerio que se ubicaba a unos 500 m del pueblo entre las actuales avenida Constitución, avenida Argentina y la calle Pucheu. 
Las epidemias de fiebre amarilla y cólera que azotaron a Buenos Aires impulsaron a muchos vecinos de aquella ciudad a refugiarse en la campaña y muchos murieron en el pueblo de Merlo.
El pequeño cementerio fue excedido en su capacidad y esto decidió a las autoridades a construir un nuevo cementerio en la intersección de las actuales calles Víctor Hugo, Américo Vespucio, Boulogne Sur Mer y avenida Eva Perón.
La fachada del por entonces conocido como Cementerio Nuevo fue diseñado por el arquitecto Pedro Benoit. Los restos óseos que se hallaban en el viejo cementerio fueron trasladados a la nueva ubicación y la primera persona en ser enterrada fue el maestro albañil Antonio Ayerbe, constructor del edificio de la iglesia de Nuestra Señora de la Merced.
Su primer encargado fue el señor Pallavicini, quien posteriormente fue reemplazado por Santos Sicardi y su hijo. En el año 1872 se le ordena al Ingeniero Municipal Juan Dillón (hijo) que el perímetro del cementerio fuese cercado.
Con el aumento de la población se vio en la necesidad de extender sus límites en años posteriores incluso hasta que en el año 1959, en una oportunidad en que el gobernador Oscar Alende visitaba Merlo el intendente Ernesto Rendich pidió apoyo financiero a la provincia para la creación de un nuevo cementerio. El nuevo cementerio fue llamado Cementerio Santa Mónica y fue inaugurado en la década de 1960. Desde entonces el cementerio Santa Isabel fue conocido como el Cementerio Viejo.
El cementerio es de reducidas dimensiones, se extiende tan solo sobre 400 m²  aprox.

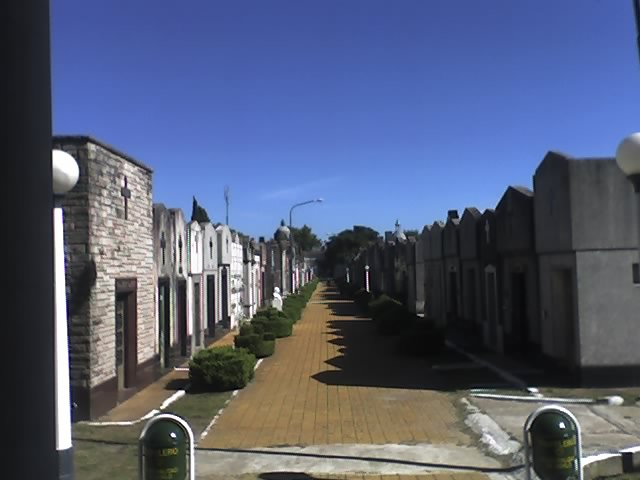
Calzada principal del cementerio.

Así como el Cementerio de la Recoleta es lugar histórico de reposo de los restos de destacados protagonistas de la historia de Argentina, el Cementerio Santa Isabel es la última morada de muchos miembros de la sociedad de Merlo de fines del siglo XIX y principios del XX. Sobre la calzada principal de poco más de 100 m de longitud se encuentran los monumentos fúnebres de miembros de las familias Landaburu (propietarios del actual Padua Norte), Prack-Dambolena, Ratti, (estas dos últimas familias tenían tierras tanto en Padua como en Ituzaingó y alguno de sus miembros fueron intendentes de

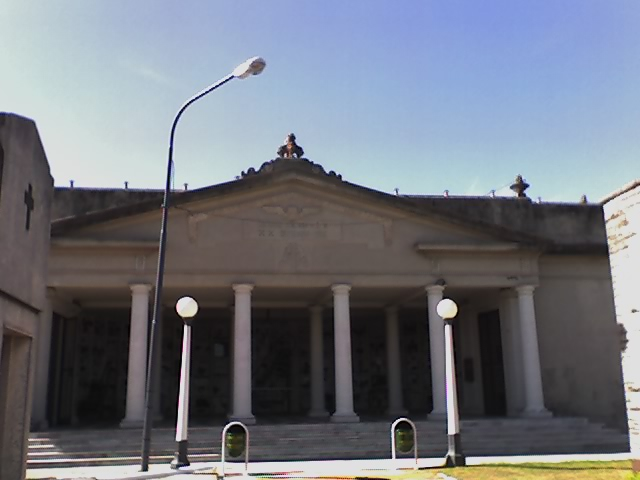
Mausoleo de la Sociedad Italiana de Socorros Mutuos.

Morón), Monetti, Lagomarsino, Fernando Moretti (inmigrante italiano, fundador de la Sociedad Italiana de Merlo y que cumplió una destacada actuación en la dirección del colegio Domingo F. Sarmiento). En el cementerio también se encuentran los restos de integrantes de la familia Sullivan.
Al final de la calzada se encuentra un imponente mausoleo construido en 1932 por la Sociedad italiana de Socorros Mutuos para los miembros de esa colectividad. La colectividad española también tiene un pequeño mausoleo cerca de la entrada del cementerio.

## Imágenes de los talleres ferroviarios

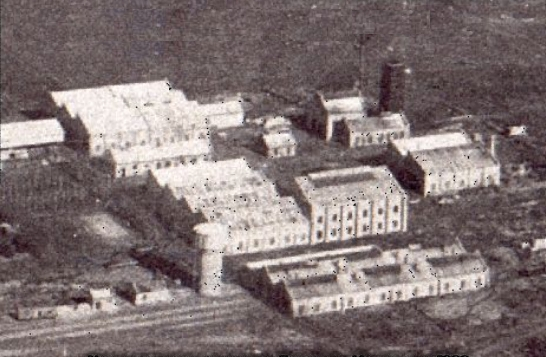
Vista aérea de los talleres ferroviarios.
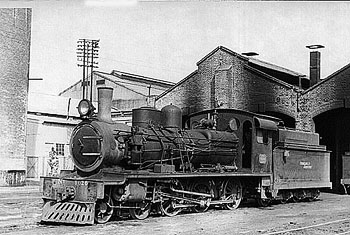
Talleres ferroviarios.
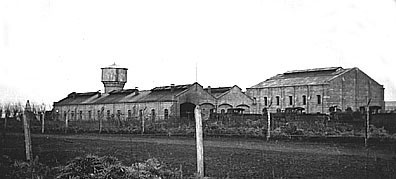
Talleres ferroviarios.

## Población
Contaba con 100,324 habitantes (Indec, 2001), por la cual es habitada por el 21,34% de la población total del partido.
Por ley 10.052 de la Provincia de Buenos Aires sancionada el 14 de octubre de 1983, Libertad adquiere el estatus de ciudad.
En los últimos años se ha discutido la posibilidad de la creación del Partido de Libertad, separándose así, del partido de Merlo.

## Salud
Desde el mes de mayo de 2017 la ciudad cuenta con un hospital, el Hospital Odonto-Oftalmológico Padre Juan Carlos Martínez que lleva el nombre del cura párroco
Juan Carlos Martínez (18 de septiembre de 1939 - 10 de abril de 2009), ordenado sacerdote en 1968, y desde 1980 hasta su muerte fue párroco de la iglesia de San José. En los treinta años que estuvo en la parroquia fundó más de 30 capillas, creó escuelas, centros de alfabetización y educación básica con capacitación laboral, un centro de formación profesional, 4 centros educativos de nivel secundario y un instituto superior de educación técnica. Sufrió persecución durante la intendencia de Othacehé y falleció de un ataque cardíaco el Viernes Santo durante el Vía Crucis que él presidía.

## Barrios
- El Palomo
- Santa Mónica
- Santa Marta
- Santa Anita
- La Blanquita
- Villa Amelia
- Villa Magdalena
- Villa Spada
- El Molino
- Barrio Nuevo
- Portal del Oeste
- Helvecia
- El Ceibo
- Petracci
- Golf
- El Cortijo
- Los Aromos
- El Mirador
- Barrio Unión

Con el tiempo barrios como El Ceibo, Los Aromos y Barrio Nuevo cobraron vital importancia, las principales arterias son Av. Eva Perón, Av. Bella Vista (conocida como ruta provincial 1003), Marcos Sastre, Fray Luis Beltrán, French, Mario Bravo, Colombia, Marcos Paz, Vieytes, Costa Rica, 33 Orientales, V. Forest, D´Onofrio, Helvecia y Obarrio. Hacia fines de la década de los 70, el paisaje estaba dominado por las extensas parcelas e infinidad de árboles que con el transcurso del tiempo sufrió transformaciones en su constitución. Este barrio creció poblacionalmente, no habiendo un acompañamiento de las autoridades locales del Municipio de Merlo, ya que a la única calle histórica asfaltada (Marcos Paz) en treinta años se le sumó Forest (también asfaltada en la década de los 90 y el mejorado de Mar Chiquita. 
Pero calles como Víctor Hugo, Miller, Warnes, Carrizo, Querandíes, Abramo, Girardot siguen esperando el asfalto. La única gran obra se realizó a comienzos de la década del ochenta, que consistió en la ampliación de los desagües pluviales. El barrio al igual que la mayoría del partido de Merlo, no cuenta con servicios de cloacas ni agua corriente.
El principal centro comercial se sitúa sobre la avenida Eva Perón (antes denominada Patricios),entre las calles Av. Calle Real (ex Valentín Vergara) y Echagüe.

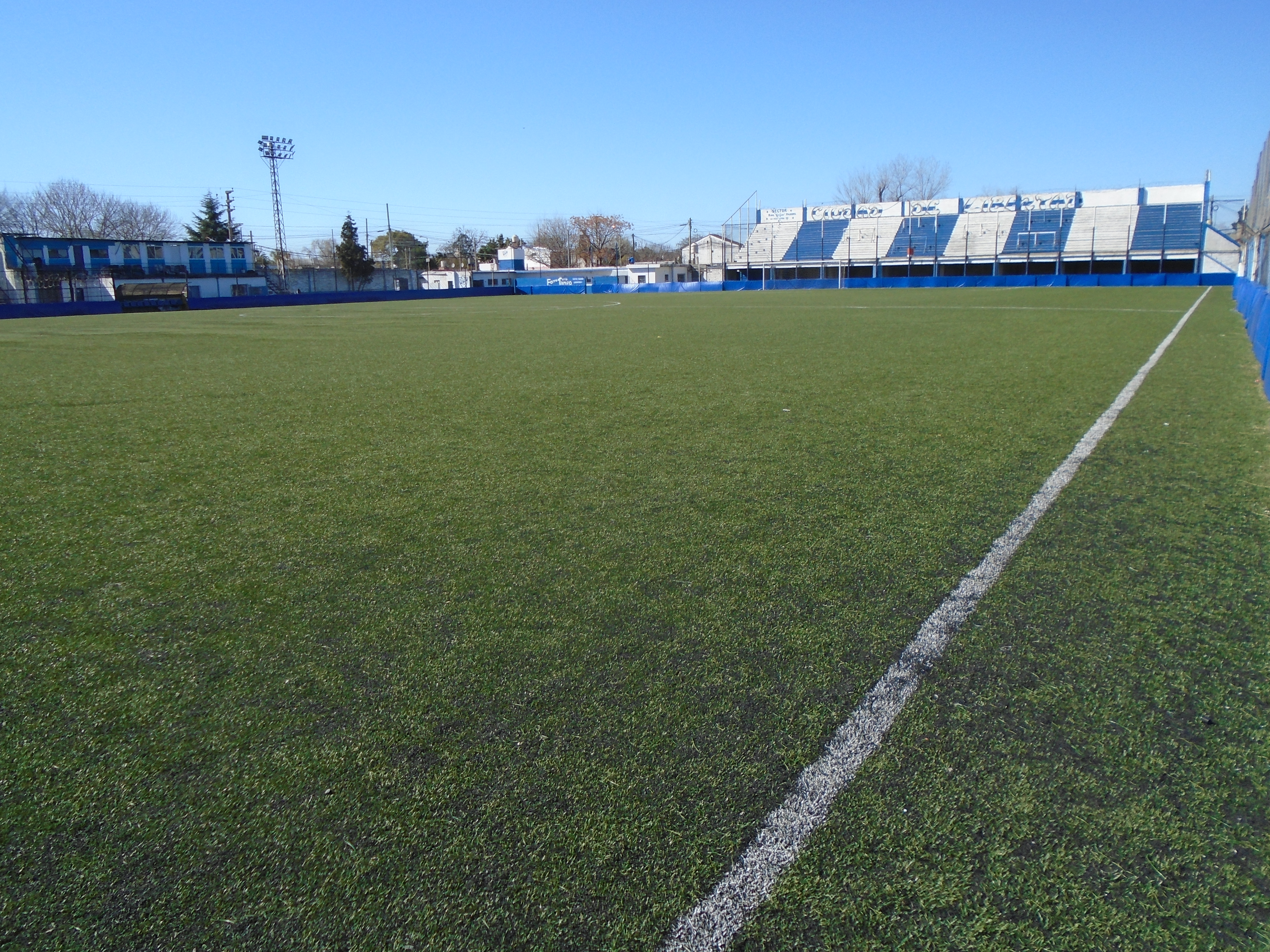
Estadio Ciudad de Libertad, del Club Ferrocarril Midland.

## Cultura y Deportes
La ciudad es sede del Club Atlético Ferrocarril Midland de Primera B de Fútbol Argentino.
La ciudad cuenta además, con un extenso campo de Golf y se destacan las obras realizadas por el Rotary Club de Libertad.

## Radios
- Am 1290 lv7 de los Cabanillas ,AM 1390, La Roca Azul (Aconquija 1053, ciudad de Libertad) - Clausurada en septiembre de 2016

## Asociación Civil Barrio Golf
Dicha institución realiza tareas comunitarias y de voluntariado, nació como una Comisión Vecinal en el año 2001. Hoy cuenta con los siguientes servicios:

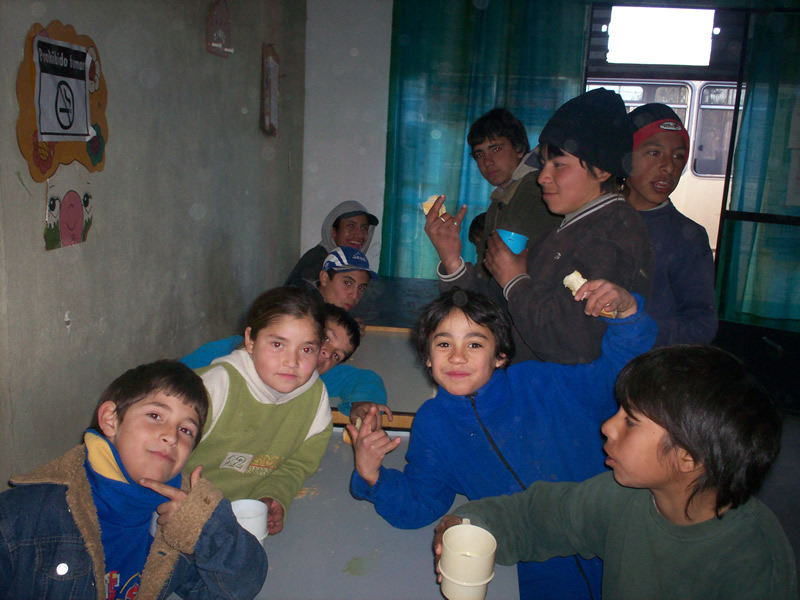
Copa de Leche "Detonador de Sueños". Al cual asisten diariamente más de 60 niños a merendar
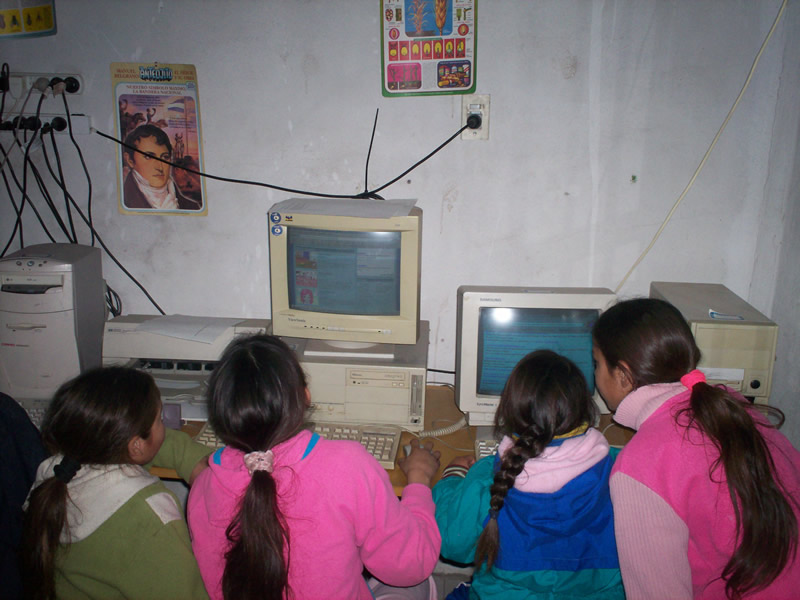
Biblioteca Vecinal "Detonador de Sueños". Más de 1500 libros, 8 computadoras, acceso gratuito a Internet Banda Ancha WI FI

(Más sobre Asoc. Civil Barrio Golf)

## Parroquias de la Iglesia católica en Libertad
| Diócesis       | Merlo-Moreno                                              |
| -------------- | --------------------------------------------------------- |
| Parroquias     | San José, Nuestra Señora del Rosario de Fátima            |
| Cuasiparroquia | Jesús de Nazaret y Nuestra Señora de la Medalla Milagrosa |